# Carlo Bomans
Carlo Bomans (Bree, 10 de juny de 1963) és un ciclista belga que fou professional entre 1986 i 1998. En el seu palmarès destaca la victòria al Campionat de Bèlgica de ciclisme en ruta de 1989 i el Gran Premi E3 de 1996.
És el seleccionador nacional belga dels equips ciclisme en ruta masculí professionals des de 2006 i juniors, des de 1998.

## Palmarès
- 1984
  - 1r a la Omloop Het Volk amateur
- 1986
  - Vencedor d'una etapa de la Volta a Bèlgica
- 1989
  -  Campionat de Bèlgica de ciclisme en ruta
  - 1r a la Druivenkoers Overijse
  - Vencedor d'una etapa de la Volta a Bèlgica
- 1990
  - Vencedor de 2 etapes del Tour del Mediterrani
  - Vencedor d'una etapa de la París-Niça
- 1991
  - Vencedor d'una etapa de l'Étoile de Bessèges
- 1993
  - Vencedor d'una etapa de la Hofbrau Cup
- 1994
  - 1r a l'A través de Bèlgica
  - 1r al Gran Premi Raymond Impanis
- 1996
  - 1r al Gran Premi E3

### Resultats al Tour de França
- 1986. Abandona (17a etapa)
- 1989. 137è de la classificació general
- 1990. 110è de la classificació general
- 1991. Abandona (14a etapa)
- 1993. Abandona (11a etapa)
- 1994. 76è de la classificació general
- 1995. Abandona (9a etapa)